# 中日新聞北陸本社
中日新聞北陸本社（ちゅうにちしんぶん ほくりくほんしゃ）は、日本の新聞社・中日新聞社（本店：愛知県名古屋市中区）の北陸地方における地域本社である。石川県金沢市に所在し、石川県と富山県を主な対象地域とする『北陸中日新聞』の発行元となっている。

## 概要・歴史
石川県を発行地域とする北國新聞社が戦時体制に伴う新聞統合で一時休刊していた越中新聞を1946年に『富山新聞』として復刊させたことから、富山県を発行地域とする北日本新聞社が対抗措置として石川県で1952年に創刊した『北陸新聞』を前身とする。北陸新聞は1年で経営に行き詰まり、金沢市の地場系百貨店である大和が同紙の経営を引き継いだ後、1960年に中部日本新聞社が北陸新聞社との業務提携を経て同社を買収し同年11月1日発行分より『北陸中日新聞』に改題。1967年に旧北陸新聞社を前身とする中日新聞北陸本社が発足し、新たに北陸中日新聞の発行元となった。
その後、北陸中日新聞は石川県を中心に富山県と福井県にも販路を拡大するが、福井県に関しては1992年に中日新聞社が『日刊福井』を買収して1994年に福井支社（支局より昇格）が発行する『日刊県民福井』として新装刊したことから現在は石川・富山の2県が北陸本社の対象地域となっている。夕刊は石川県のみで発行しているが、富山県のごく一部、及び日刊県民福井が発行していない福井県でも嶺北地域を中心に販売されている。
姉妹紙『東京新聞』の発行元である中日新聞東京本社（東京新聞出版・エンタテインメント事業部）のような北陸本社独自の出版部門は有していない。
中日スポーツは名古屋本部発行のものが金沢で印刷・発行されている（テレビ・ラジオ欄と広告の一部のみ差し替え。発行所住所は名古屋本部）。なお、金沢で中スポの現地印刷を開始した当初は一面題字下に「金沢印刷版」の表記がなされていた。
2016年7月28日、北陸本社工場における輪転機2セットのうち1セットの更新のため、競合紙の北國新聞白山別館（運営・株式会社ショセキ）にて、本社発行の富山県向け北陸中日新聞朝刊と、中日スポーツの富山・石川向け新聞の印刷委託を行うと発表した。なお北中の石川向け朝夕刊はこれまでと同じ北陸本社の幸工場、県民福井、中日スポーツ福井・京滋版は岐阜市にある中日新聞岐阜工場でそれぞれ印刷する。

## 発行する新聞
- 北陸中日新聞（富山・石川向け　発行元「中日新聞北陸本社」）
- 日刊県民福井（福井向け　発行元「中日新聞福井支社」）
- 中日スポーツ（北陸・滋賀県・京都府向け　発行元「中日新聞社<名古屋本部>」）

## 北陸本社管内の本社・支局
本社
- 郵便番号920-8573 石川県金沢市駅西本町二丁目12番30号
2010年10月12日に南町の金沢中日ビルより移転。

支局
- 小松、白山（旧称・松任）、七尾、富山、高岡
本支局の下部組織である通信局・通信部に関しては北陸中日新聞#支局・通信局・通信部を参照。

印刷工場
- 幸工場（石川県金沢市北安江）
旧所在地の金沢中日ビルに隣接。2011年4月より朝日新聞の石川県・富山県版を委託印刷している。